# Висоза (микрорегион)

Висоза на карте.

Висоза (порт. Microrregião de Viçosa) — микрорегион в Бразилии, входит в штат Минас-Жерайс. Составная часть мезорегиона Зона-да-Мата. 
Население составляет 221 585 человек (на 2010 год). Площадь — 4825,257 км². Плотность населения — 45,92 чел./км².

## Демография
Согласно сведениям, собранным в ходе переписи 2010 г. Национальным институтом географии и статистики (IBGE), население микрорегиона составляет:						
| Полное население                             | Полное население                             | Полное население                             | Полное население                             | 221 585 |
| -------------------------------------------- | -------------------------------------------- | -------------------------------------------- | -------------------------------------------- | ------- |
| в том числе:                                 | Городское население                          | 139 974                                      | Процент городского населения, %              | 63,17   |
|                                              | Сельское население                           | 81 611                                       | Процент сельского населения, %               | 36,83   |
|                                              | Мужское население                            | 110 224                                      | Процент мужского населения, %                | 49,74   |
|                                              | Женское население                            | 111 361                                      | Процент женского населения, %                | 50,26   |
| Плотность населения, чел/км²                 | Плотность населения, чел/км²                 | Плотность населения, чел/км²                 | Плотность населения, чел/км²                 | 45,92   |
| Население микрорегиона в % к населению штата | Население микрорегиона в % к населению штата | Население микрорегиона в % к населению штата | Население микрорегиона в % к населению штата | 1,13    |

## Статистика
- Валовой внутренний продукт на 2003 год составляет 718 997 608,00 реалов (данные: Бразильский институт географии и статистики).
- Валовой внутренний продукт на душу населения на 2003 год составляет 3252,10 реалов (данные: Бразильский институт географии и статистики).
- Индекс развития человеческого потенциала на 2000 год составляет 0,727 (данные: Программа развития ООН).

## Состав микрорегиона
В составе микрорегиона включены следующие муниципалитеты:
1. Алту-Риу-Доси
2. Ампару-ду-Серра
3. Арапонга
4. Брас-Пирис
5. Кажури
6. Канаан
7. Сипотанеа
8. Коимбра
9. Эрвалия
10. Ламин
11. Паула-Кандиду
12. Педра-ду-Анта
13. Пиранга
14. Порту-Фирми
15. Президенти-Бернардис
16. Риу-Эспера
17. Сеньора-ди-Оливейра
18. Сан-Мигел-ду-Анта
19. Тейшейрас
20. Висоза